# HD 99322
HD 99322，又名CD-35 7189，SAO 202428、HR 4409，是一颗恒星，视星等为5.22，位于銀經284.08，銀緯23.64，其B1900.0坐标为赤經11h 20m 38.4s，赤緯-35° 23.64′ 50″。